# 彼得·安德松 (1965年)
彼得·安德松（瑞典語：Peter Andersson，1965年8月29日—），瑞典男子冰球运动员，场上位置是后卫。他曾代表瑞典国家队参加1992年冬季奥林匹克运动会冰球比赛，获得第5名。